# Jyllinge
Jyllinge est une ville et une commune située au Danemark, dans l'île de Sjælland.

## Géographie
Jyllinge est située sur la rive orientale du fjord de Roskilde, au fond duquel est située la ville éponyme. La ville est construite sur un faible éminence d'une dizaine de mètres.

## Histoire

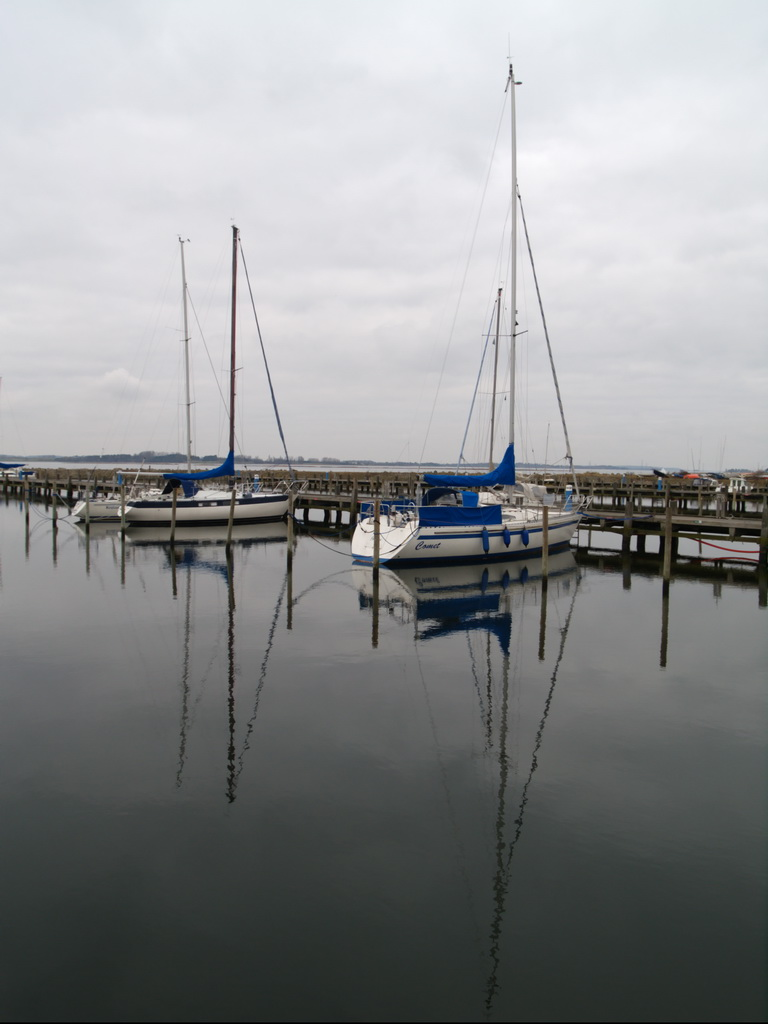
Une des jetées du port de Jyllinge.

Jyllinge est au XIXe siècle un gros village de pêcheurs. En 1861, le port compte vingt-huit pêcheurs comptabilisant vingt-et-un bateaux ; en 1875, six étals de poissonniers sont en outre recensés. La paroisse compte alors environ cinq cent cinquante habitants. Jusqu'en 1870, les bateaux étaient mis en cale sèche sur des petits piliers de pierre. À cette date, un premier port est aménagé.
Les principales prises des pêcheurs sont le hareng et l'anguille. En 1871, la concurrence s'exacerbe entre les pêcheurs locaux et ceux du Jutland, ainsi que des pêcheurs allemands. Les étrangers pêchent avec des générateurs de sons conçus pour effrayer et dérouter le poisson. Les locaux capturent les bateaux extérieurs et les amarrent hors du fjord, ce qui leur vaut une action en justice qui se résout finalement par un arrangement amiable.
Le port est agrandi en 1906 du fait de la croissance de la tailles des navires, puis un chantier naval le complète en 1909. Le port est complètement reconstruit avec l'aide de l'État en 1926, malgré une virulente opposition de certains pêcheurs artisanaux. À la même date, les pêcheurs se regroupent en association afin d'exporter leur pêche. Les anguilles sont transportées et vendues vivantes. En 1938, quarante-deux pêcheurs sont enregistrés à Jyllinge,.
Un nouveau port est construit entre 1966 et 1969. Mais à cette date, la pêche souffre d'une pollution excessive, due notamment au déversement des eaux usées non traitées. De 1947 à 1953, en outre, l'usine Cheminova de Måløv (da) déverse des résidus de la production de phytoprotecteurs dans l'Å de Værebro (da). La plupart des anguilles pêchées et exportées grandissent désormais en pisciculture, seuls deux pêcheurs les capturent encore dans le fjord en 2014,.
L'essentiel du port du XXIe siècle est désormais un port de plaisance qui est doté d'environ quatre cents emplacements.

## Population
De 2017 à 2022, la population de Jyllinge a évolué comme suit :
| 2017  | 2018  | 2019  | 2020  | 2021  | 2022  |
| 10207 | 10148 | 10105 | 10197 | 10287 | 10134 |

## Patrimoine et monuments
Jyllinge compte deux églises. L'ancienne est un édifice roman du XIIe siècle à nef unique, doté d'un chœur et d'une abside construits en blocs rocheux bruts et partiellement fendus. Les pierres d'angle sont en pierre de taille de granit. Le clocher ainsi que les porches méridional et septentrional sont de briques et ajoutés à la fin de la période gothique. L'église entière est blanchie à la chaux. Le mobilier comprend un autel et des fonts baptismaux médiévaux, un retable Renaissance daté de 1600 environ et une chaire de 1618. Une église moderne dédiée à la Sainte-Croix est également présente sur la commune. Construite en béton, elle est d'abord monolithique mais divisée en deux par une croix, dont l'un des bras se prolonge hors de l'édifice par un chemin. L'église n'est pas orientée mais tournée vers le sud., en direction de l'autre église. Le mobilier et les menuiseries du monument utilisent le verre et les matériaux composites, ce qui permet notamment d'offrir aux fidèles une large vue sur la baie que domine l'édifice. La décoration est extrêmement sobre, notamment faute de moyens, et se limite à une croix peinte sur le mur du fond. En revanche, l'orgue de l'église est doublé d'un piano à queue, ce qui permet à l'édifice d'accueillir de nombreux concerts. Une des caractéristiques de l'église Sainte-Croix est de rester ouverte à tous durant la journée.

Les deux églises de Jyllinge
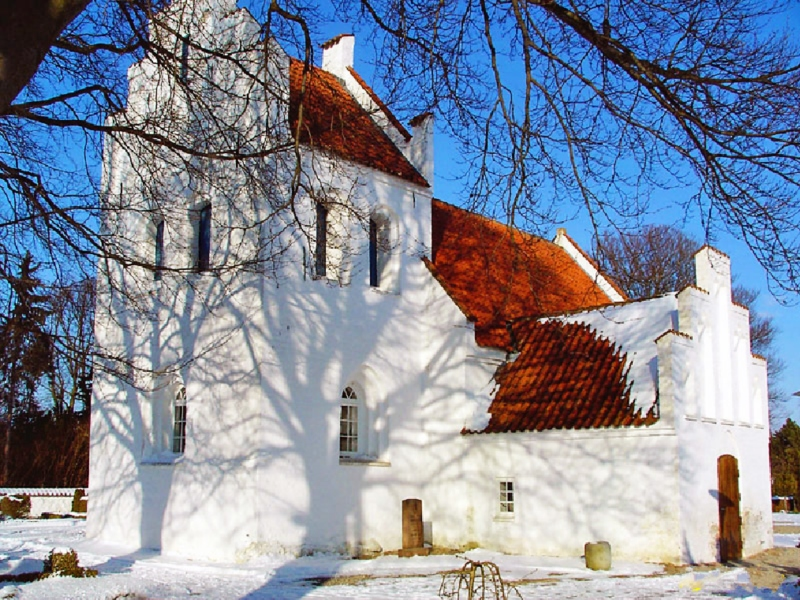
L'église de Jyllinge en mars 2005.
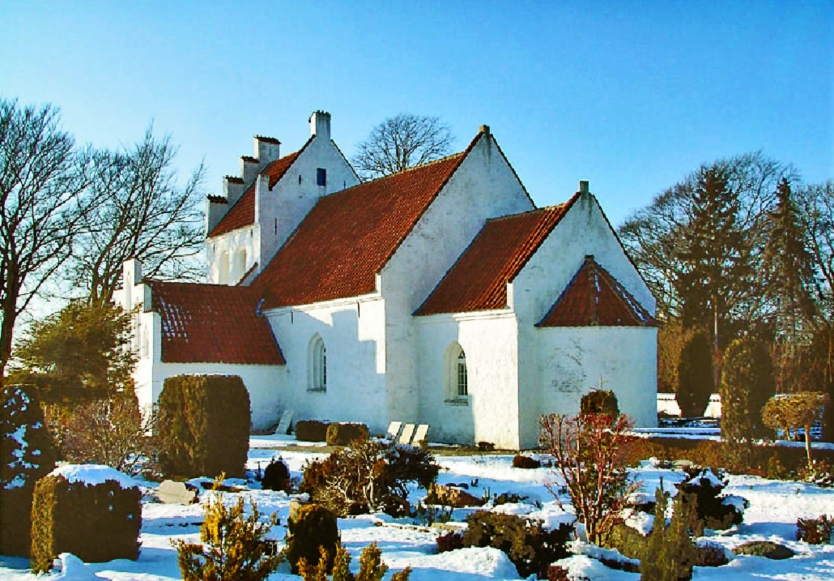
L'abside de l'église.
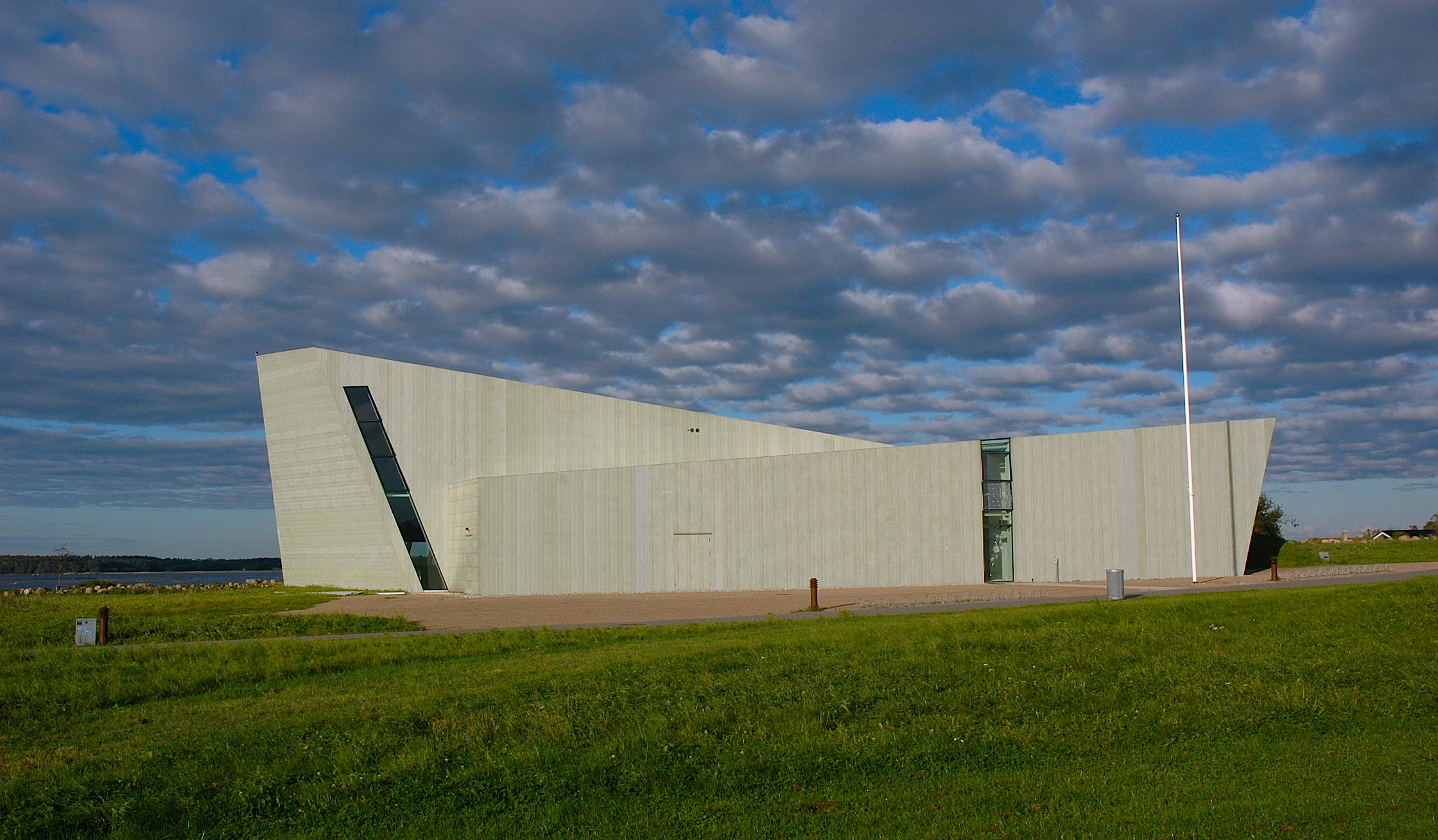
L'église moderne de la Sainte-Croix en 2010.
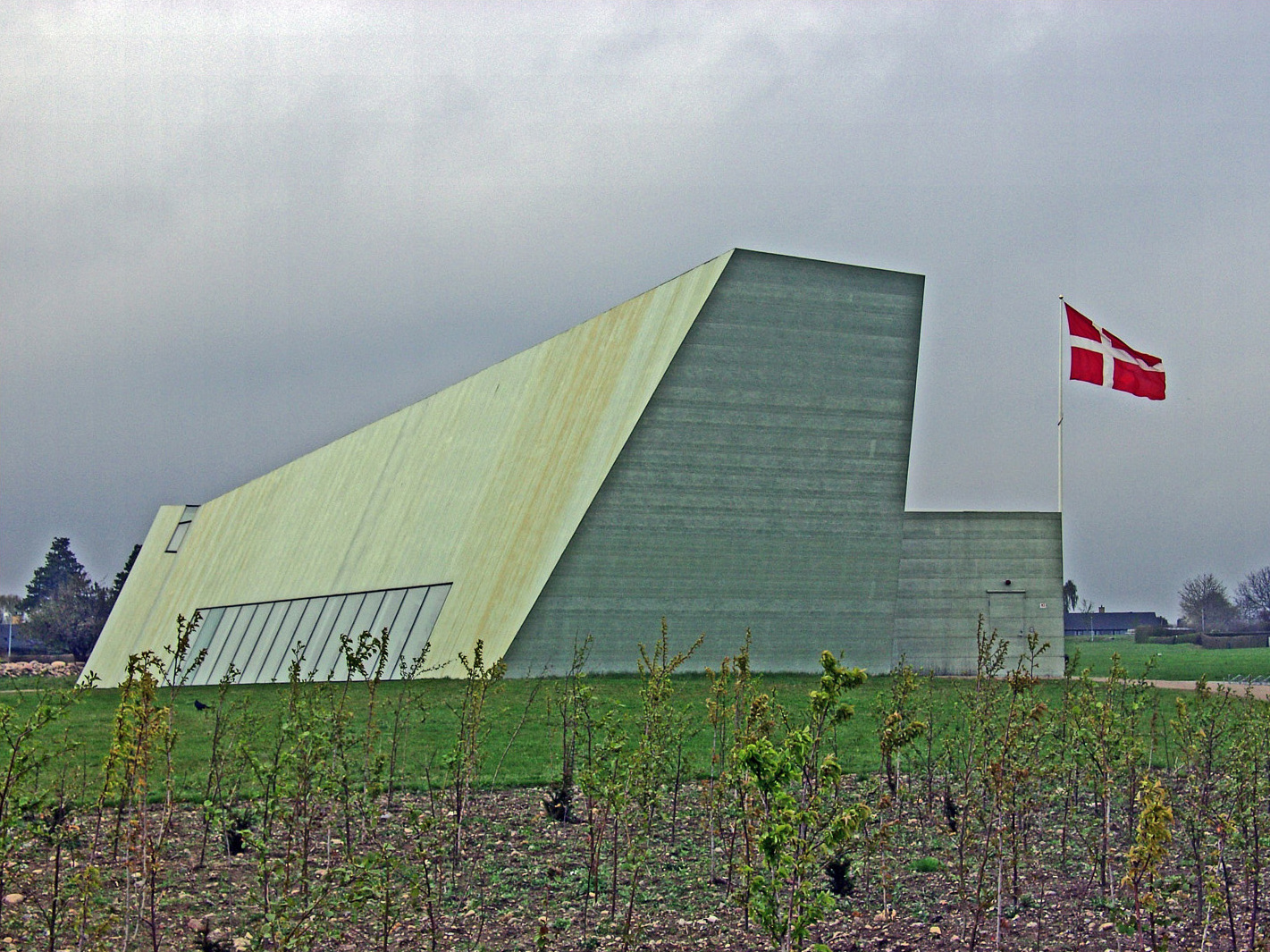
Autre vue de l'église moderne.

## Personnalités
Le footballeur international danois Mikkel Damsgaard est né dans cette ville.